# Neaspilota floridana
Neaspilota floridana är en tvåvingeart som beskrevs av Ibrahim 1982. Neaspilota floridana ingår i släktet Neaspilota och familjen borrflugor. Inga underarter finns listade i Catalogue of Life.